# Arboga län
Arboga län, före mitten av 1400-talet Köpings län, var ett slottslän i landskapet Västmanland. Det fanns sedan tiden då Sverige ingick i Kalmarunionen på 1300-talet. Länets administrativa centrum  var före 1434 Köpingshus, därefter Arboga gård till slutet av 1580-talet.
Länet omfattade främst Åkerbo härad (varur under sent 1500-tal Fellingsbro härad utbröts) samt järnskatten från Skinnskattebergs, Lindebergs, Noraskogs och Värmlandsberg samt Visnums härad och Varnums socken. 1545 och 1546 utbröts de västra bergslagerna till ett eget födgeri och 1553 bröts även Skinnskatteberg ut till ett eget fögderi. I början av 1560-talet överfördes så Fellingsbro härad och på 1590-talet större delen av Åkerbo till andra fögderier och länet omfattade sedan bara gården och de närmaste socknarna. 1618 upphörde länet definitivt.  